# لانو (تگزاس)
لانو، تگزاس (به انگلیسی: Llano, Texas) یک شهر در ایالات متحده آمریکا با جمعیت ۳٬۲۳۲ نفر است که در تگزاس واقع شده‌است.

## موقعیت جغرافیایی
موقعیت جغرافیایی شهرها و مناطق اطراف به شرح زیر است: